# Église Saint-Félix de Saint-Félix-de-Pallières
Pour les articles homonymes, voir Pallières.
L'église Saint-Félix de Saint-Félix-de-Pallières est une église romane située à Saint-Félix-de-Pallières dans le département français du Gard en région Occitanie.

## Historique
L'église de Saint-Félix-de-Pallières fut construite en style roman au XIIe siècle.
Elle fait l'objet d'un classement au titre des monuments historiques depuis le 11 avril 1967.

## Architecture

### Le chevet
L'église possède un beau chevet semi-circulaire édifié en pierre de taille orné de lésènes surmontées d'une frise de dents d'engrenage.